# Leonard Cohen/Diskografie
Diese Diskografie ist eine Übersicht über die musikalischen Werke des kanadischen Singer-Songwriters Leonard Cohen. Den Quellenangaben und Schallplattenauszeichnungen zufolge hat er bisher mehr als 17,3 Millionen Tonträger verkauft. Seine erfolgreichste Veröffentlichung ist das Album Greatest Hits mit über 1,5 Millionen verkauften Einheiten.

## Alben

### Studioalben
| Jahr | Titel                         | Höchstplatzierung, Gesamtwochen, AuszeichnungChartplatzierungen (Jahr, Titel, Platzierungen, Wochen, Auszeichnungen, Anmerkungen) | Höchstplatzierung, Gesamtwochen, AuszeichnungChartplatzierungen (Jahr, Titel, Platzierungen, Wochen, Auszeichnungen, Anmerkungen) | Höchstplatzierung, Gesamtwochen, AuszeichnungChartplatzierungen (Jahr, Titel, Platzierungen, Wochen, Auszeichnungen, Anmerkungen) | Höchstplatzierung, Gesamtwochen, AuszeichnungChartplatzierungen (Jahr, Titel, Platzierungen, Wochen, Auszeichnungen, Anmerkungen) | Höchstplatzierung, Gesamtwochen, AuszeichnungChartplatzierungen (Jahr, Titel, Platzierungen, Wochen, Auszeichnungen, Anmerkungen) | Höchstplatzierung, Gesamtwochen, AuszeichnungChartplatzierungen (Jahr, Titel, Platzierungen, Wochen, Auszeichnungen, Anmerkungen) | Anmerkungen                                                                                 |
| Jahr | Titel                         | DE | AT | CH | UK | US | CA | Anmerkungen                                                                                 |
| ---- | ----------------------------- | --- | --- | --- | --- | --- | --- | ------------------------------------------------------------------------------------------- |
| 1967 | Songs of Leonard Cohen        | DE— GoldDE | — | CH99 Gold · (1 Wo.)CH | UK13 Gold · (70 Wo.)UK | US83 Gold · (14 Wo.)US | — | Erstveröffentlichung: 27. Dezember 1967 Charteintritt in CH erst 2016 Verkäufe: + 1.085.000 |
| 1969 | Songs from a Room             | — | — | — | UK2 Silber · (26 Wo.)UK | US63 (17 Wo.)US | CA10 (… Wo.)CA | Erstveröffentlichung: 7. April 1969 Verkäufe: + 60.000                                      |
| 1971 | Songs of Love and Hate        | DE24 (24 Wo.)DE | — | — | UK4 Silber · (18 Wo.)UK | US145 (11 Wo.)US | CA63 (… Wo.)CA | Erstveröffentlichung: 19. März 1971 Verkäufe: + 60.000                                      |
| 1974 | New Skin for the Old Ceremony | DE17 (24 Wo.)DE | AT2 (8 Wo.)AT | — | UK24 Silber · (3 Wo.)UK | — | — | Erstveröffentlichung: 11. August 1974 Verkäufe: + 60.000                                    |
| 1977 | Death of a Ladies’ Man        | — | — | — | UK35 (5 Wo.)UK | — | — | Erstveröffentlichung: 13. November 1977                                                     |
| 1979 | Recent Songs                  | DE56 (8 Wo.)DE | AT24 (4 Wo.)AT | — | — | — | — | Erstveröffentlichung: 27. September 1979 Charteintritt in DE erst 1980                      |
| 1984 | Various Positions             | DE43 (11 Wo.)DE | AT18 (4 Wo.)AT | CH17 (7 Wo.)CH | UK52 Silber · (6 Wo.)UK | — | CA60 (… Wo.)CA | Erstveröffentlichung: 11. Dezember 1984 Verkäufe: + 170.000                                 |
| 1988 | I’m Your Man                  | DE32 (13 Wo.)DE | AT22 (22 Wo.)AT | CH9 (14 Wo.)CH | UK48 Gold · (13 Wo.)UK | — | CA34 Gold · (… Wo.)CA | Erstveröffentlichung: 21. Februar 1988 Verkäufe: + 880.696                                  |
| 1992 | The Future                    | DE79 (7 Wo.)DE | AT5 (8 Wo.)AT | CH21 (10 Wo.)CH | UK36 Silber · (3 Wo.)UK | — | CA7 ×2Doppelplatin · (… Wo.)CA | Erstveröffentlichung: 20. November 1992 Verkäufe: + 310.000                                 |
| 2001 | Ten New Songs                 | DE16 (11 Wo.)DE | AT5 (14 Wo.)AT | CH10 Gold · (14 Wo.)CH | UK26 Gold · (4 Wo.)UK | US143 (3 Wo.)US | CA4 Platin · (3 Wo.)CA | Erstveröffentlichung: 8. Oktober 2001 Verkäufe: + 575.000                                   |
| 2004 | Dear Heather                  | DE19 (5 Wo.)DE | AT13 (7 Wo.)AT | CH13 (6 Wo.)CH | UK34 Silber · (3 Wo.)UK | US131 (1 Wo.)US | CA5 (1 Wo.)CA | Erstveröffentlichung: 25. Oktober 2004 Verkäufe: + 170.000                                  |
| 2012 | Old Ideas                     | DE4 Gold · (12 Wo.)DE | AT2 Gold · (14 Wo.)AT | CH2 Gold · (17 Wo.)CH | UK2 Gold · (8 Wo.)UK | US3 (8 Wo.)US | CA1 Platin · (13 Wo.)CA | Erstveröffentlichung: 27. Januar 2012 Verkäufe: + 474.000                                   |
| 2014 | Popular Problems              | DE4 (10 Wo.)DE | AT1 Gold · (16 Wo.)AT | CH1 Gold · (14 Wo.)CH | UK5 Silber · (12 Wo.)UK | US15 (5 Wo.)US | CA1 Platin · (10 Wo.)CA | Erstveröffentlichung: 19. September 2014 Verkäufe: + 258.000                                |
| 2016 | You Want It Darker            | DE2 Platin · (21 Wo.)DE | AT1 Platin · (19 Wo.)AT | CH2 Platin · (25 Wo.)CH | UK4 Gold · (13 Wo.)UK | US7 (10 Wo.)US | CA1 Platin · (19 Wo.)CA | Erstveröffentlichung: 21. Oktober 2016 Verkäufe: + 736.000                                  |
| 2019 | Thanks for the Dance          | DE5 (13 Wo.)DE | AT2 Gold · (9 Wo.)AT | CH4 (16 Wo.)CH | UK7 (5 Wo.)UK | US61 (1 Wo.)US | CA1 (6 Wo.)CA | Erstveröffentlichung: 22. November 2019 Verkäufe: + 17.500                                  |

grau schraffiert: keine Chartdaten aus diesem Jahr verfügbar

### Livealben
| Jahr | Titel                                      | Höchstplatzierung, Gesamtwochen, AuszeichnungChartplatzierungen (Jahr, Titel, Platzierungen, Wochen, Auszeichnungen, Anmerkungen) | Höchstplatzierung, Gesamtwochen, AuszeichnungChartplatzierungen (Jahr, Titel, Platzierungen, Wochen, Auszeichnungen, Anmerkungen) | Höchstplatzierung, Gesamtwochen, AuszeichnungChartplatzierungen (Jahr, Titel, Platzierungen, Wochen, Auszeichnungen, Anmerkungen) | Höchstplatzierung, Gesamtwochen, AuszeichnungChartplatzierungen (Jahr, Titel, Platzierungen, Wochen, Auszeichnungen, Anmerkungen) | Höchstplatzierung, Gesamtwochen, AuszeichnungChartplatzierungen (Jahr, Titel, Platzierungen, Wochen, Auszeichnungen, Anmerkungen) | Höchstplatzierung, Gesamtwochen, AuszeichnungChartplatzierungen (Jahr, Titel, Platzierungen, Wochen, Auszeichnungen, Anmerkungen) | Anmerkungen                                                 |
| Jahr | Titel                                      | DE | AT | CH | UK | US | CA | Anmerkungen                                                 |
| ---- | ------------------------------------------ | --- | --- | --- | --- | --- | --- | ----------------------------------------------------------- |
| 1973 | Leonard Cohen: Live Songs                  | DE30 (12 Wo.)DE | AT8 (12 Wo.)AT | — | — | US156 (5 Wo.)US | — | Erstveröffentlichung: 1. April 1973                         |
| 1994 | Cohen Live – Leonard Cohen in Concert      | DE97 (3 Wo.)DE | — | CH50 (1 Wo.)CH | UK35 (4 Wo.)UK | — | — | Erstveröffentlichung: 28. Juni 1994                         |
| 2009 | Live in London (auch als Video)            | DE13 Gold · (26 Wo.)DE | AT9 (18 Wo.)AT | CH23 (11 Wo.)CH | UK19 Silber · (6 Wo.)UK | US76 (8 Wo.)US | CA7 Platin · (12 Wo.)CA | Erstveröffentlichung: 27. März 2009 Verkäufe: + 398.000     |
| 2010 | Songs from the Road (auch als Video)       | DE36 Gold · (4 Wo.)DE | AT7 (7 Wo.)AT | CH29 (5 Wo.)CH | UK68 (1 Wo.)UK | US112 (2 Wo.)US | CA10 (2 Wo.)CA | Erstveröffentlichung: 3. September 2010 Verkäufe: + 163.000 |
| 2014 | Live in Dublin (auch als Video)            | DE53 (2 Wo.)DE | AT33 (3 Wo.)AT | CH48 (4 Wo.)CH | UK84 (1 Wo.)UK | — | — | Erstveröffentlichung: 28. November 2014                     |
| 2015 | Can’t Forget: A Souvenir of the Grand Tour | DE23 (2 Wo.)DE | AT17 (2 Wo.)AT | CH18 (3 Wo.)CH | UK18 (2 Wo.)UK | US100 (1 Wo.)US | CA8 (2 Wo.)CA | Erstveröffentlichung: 8. Mai 2015                           |

grau schraffiert: keine Chartdaten aus diesem Jahr verfügbar
Weitere Livealben
- 1993: Columbia Records Radio Hour Presents Leonard Cohen Live! from the Complex, Los Angeles, CA, April 18, 1993 (Promo)
- 2001: Field Commander Cohen: Tour of 1979
- 2009: Live at the Isle of Wight 1970
- 2016: Leonard Cohen: Once More Marianne; FM Broadcast from the Casino Barrière de Montreux, 25th June 1976 (Bootleg)

### Kompilationen
| Jahr | Titel                                                    | Höchstplatzierung, Gesamtwochen, AuszeichnungChartplatzierungen (Jahr, Titel, Platzierungen, Wochen, Auszeichnungen, Anmerkungen) | Höchstplatzierung, Gesamtwochen, AuszeichnungChartplatzierungen (Jahr, Titel, Platzierungen, Wochen, Auszeichnungen, Anmerkungen) | Höchstplatzierung, Gesamtwochen, AuszeichnungChartplatzierungen (Jahr, Titel, Platzierungen, Wochen, Auszeichnungen, Anmerkungen) | Höchstplatzierung, Gesamtwochen, AuszeichnungChartplatzierungen (Jahr, Titel, Platzierungen, Wochen, Auszeichnungen, Anmerkungen) | Höchstplatzierung, Gesamtwochen, AuszeichnungChartplatzierungen (Jahr, Titel, Platzierungen, Wochen, Auszeichnungen, Anmerkungen) | Höchstplatzierung, Gesamtwochen, AuszeichnungChartplatzierungen (Jahr, Titel, Platzierungen, Wochen, Auszeichnungen, Anmerkungen) | Anmerkungen |
| Jahr | Titel                                                    | DE | AT | CH | UK | US | CA | Anmerkungen |
| ---- | -------------------------------------------------------- | --- | --- | --- | --- | --- | --- | --- |
| 1975 | Greatest Hits                                            | DE23 Gold · (17 Wo.)DE | — | CH41 Gold · (1 Wo.)CH | UK29 Platin · (5 Wo.)UK | US— GoldUS | CA43 (1 Wo.)CA | Erstveröffentlichung: 1. Januar 1975 Charteintritt in DE erst 1976, in UK erst 1988, in CH erst 2016 Verkäufe: + 1.525.000   |
| 1981 | Liebesträume: Leonard Cohen singt seine schönsten Lieder | DE3 (12 Wo.)DE | — | — | — | — | — | Erstveröffentlichung: März 1981                                                                                              |
| 1997 | More Best Of                                             | — | AT41 (2 Wo.)AT | — | UK82 (1 Wo.)UK | — | CA33 (16 Wo.)CA | Erstveröffentlichung: 6. Oktober 1997 Verkäufe: + 215.000                                                                    |
| 2002 | The Essential Leonard Cohen                              | DE31 Gold · (7 Wo.)DE | AT14 (17 Wo.)AT | CH5 (18 Wo.)CH | UK26 Platin · (5 Wo.)UK | US13 Gold · (3 Wo.)US | CA4 (8 Wo.)CA | Erstveröffentlichung: 21. Oktober 2002 Charteintritt in UK erst 2003, in AT erst 2008, in US erst 2016 Verkäufe: + 1.277.000 |
| 2009 | Greatest Hits (2009)                                     | DE51 ×2Doppelplatin · (4 Wo.)DE                                                                                                   | AT11 (23 Wo.)AT | CH18 (8 Wo.)CH | — | — | — | Erstveröffentlichung: 28. August 2009 Verkäufe: + 400.000                                                                    |
| 2011 | The Complete Columbia Albums Collection                  | DE58 (1 Wo.)DE | — | — | — | — | — | Erstveröffentlichung: 10. Oktober 2011                                                                                       |
| 2015 | Opus Collection                                          | — | — | — | — | US177 (1 Wo.)US | — | Erstveröffentlichung: 20. Januar 2015                                                                                        |
| 2016 | All Time Best: Reclam Musik Edition                      | — | — | CH71 (1 Wo.)CH | — | — | — | Erstveröffentlichung: 2011                                                                                                   |
| 2022 | Hallelujah & Songs from His Album                        | DE43 (1 Wo.)DE | AT27 (1 Wo.)AT | CH20 (2 Wo.)CH | — | — | — | Erstveröffentlichung: 14. Oktober 2022                                                                                       |

grau schraffiert: keine Chartdaten aus diesem Jahr verfügbar
Weitere Kompilationen
- 1978: Top Artists of Pop Music
- 1979: Leonard Cohen
- 1981: Songs & Poems (Box mit 3 LPs)
- 1983: Starsound Collection
- 1988: New Skin for the Old Ceremony: Songs from a Room (2 CDs)
- 1989: So Long Marianne
- 1992: The Best Of
- 2002: Leonard Cohen
- 2007: Leonard Cohen Sampler
- 2008: The Collection (Box mit 5 CDs)
- 2009: Hallelujah: The Essential Leonard Cohen Album Collection (Box mit 8 CDs)
- 2012: Original Album Classics (Box mit 3 CDs)
- 2012: Songs of Leonard Cohen (Box mit 3 CDs)

### Non-Music
- 1957: Six Montreal Poets (mit A. J. M. Smith, Irving Layton, F. T. Scott, Louis Dudek und A. M. Klein)
- 1966: Canadian Poets 1 (mit Earle Birney, George Bowering, Irving Layton, Gwendolyn Macewen, John Newlove, Alfred Purdy und Phyllis Webb)

## Singles
| Jahr | Titel Album                                     | Höchstplatzierung, Gesamtwochen, AuszeichnungChartplatzierungen (Jahr, Titel, Album, Platzierungen, Wochen, Auszeichnungen, Anmerkungen) | Höchstplatzierung, Gesamtwochen, AuszeichnungChartplatzierungen (Jahr, Titel, Album, Platzierungen, Wochen, Auszeichnungen, Anmerkungen) | Höchstplatzierung, Gesamtwochen, AuszeichnungChartplatzierungen (Jahr, Titel, Album, Platzierungen, Wochen, Auszeichnungen, Anmerkungen) | Höchstplatzierung, Gesamtwochen, AuszeichnungChartplatzierungen (Jahr, Titel, Album, Platzierungen, Wochen, Auszeichnungen, Anmerkungen) | Höchstplatzierung, Gesamtwochen, AuszeichnungChartplatzierungen (Jahr, Titel, Album, Platzierungen, Wochen, Auszeichnungen, Anmerkungen) | Höchstplatzierung, Gesamtwochen, AuszeichnungChartplatzierungen (Jahr, Titel, Album, Platzierungen, Wochen, Auszeichnungen, Anmerkungen) | Anmerkungen                                                                 |
| Jahr | Titel Album                                     | DE | AT | CH | UK | US | CA | Anmerkungen                                                                 |
| ---- | ----------------------------------------------- | --- | --- | --- | --- | --- | --- | --------------------------------------------------------------------------- |
| 1974 | Lover Lover Lover New Skin for the Old Ceremony | DE9 (17 Wo.)DE | — | — | — | — | — | Erstveröffentlichung: November 1974                                         |
| 2008 | Hallelujah Various Positions                    | DE27 (1 Wo.)DE | AT13 (2 Wo.)AT | CH2 (3 Wo.)CH | UK36 Silber · (1 Wo.)UK | US59 (1 Wo.)US | CA17 (… Wo.)CA | Erstveröffentlichung: 1984 Charteintritt in AT erst 2010, in DE und US 2016 |
| 2016 | Suzanne Songs of Leonard Cohen                  | DE61 (1 Wo.)DE | AT39 (1 Wo.)AT | CH14 (1 Wo.)CH | UK— SilberUK | — | — | Erstveröffentlichung: 23. Januar 1968                                       |
| 2016 | You Want It Darker                              | DE81 (1 Wo.)DE | AT33 (1 Wo.)AT | CH27 (19 Wo.)CH | — | — | CA73 (22 Wo.)CA | Erstveröffentlichung: 21. September 2016                                    |
| 2016 | So Long, Marianne Songs of Leonard Cohen        | — | — | CH50 (1 Wo.)CH | — | — | — | Erstveröffentlichung: 1968 Charteintritt im November 2016                   |
| 2016 | Dance Me to the End of Love Various Positions   | — | — | CH68 (1 Wo.)CH | — | — | — | Erstveröffentlichung: 1984 Charteintritt im November 2016                   |
| 2016 | Closing Time The Future                         | — | — | — | — | — | CA71 (… Wo.)CA | Erstveröffentlichung: 1992                                                  |

Weitere Singles
- 1969: Bird on the Wire
- 1969: The Partisan
- 1970: Joan of Arc
- 1971: Winter Lady
- 1971: McCabe & Mrs Miller
- 1971: Dress Rehearsal Rag
- 1971: The Stranger Song
- 1973: Passing Through
- 1975: Tonight Will Be Fine
- 1976: Do I Have to Dance All Night / The Butcher (Liveaufnahmen)
- 1977: Memories
- 1977: True Love Leaves No Traces (mit Ronee Blakley)
- 1979: The Guests
- 1986: Take This Waltz
- 1988: First We Take Manhattan
- 1988: I’m Your Man
- 1988: Ain’t No Cure for Love
- 1988: Everybody Knows
- 1989: I Can’t Forget
- 1992: Democracy Is Coming to the USA
- 1992: (Busted in the Blinding Lights Of) Closing Time
- 1993: The Future
- 1997: Never Any Good
- 2001: In My Secret Life
- 2012: Live in Fredericton (EP)
- 2012: Darkness

## Videoalben
| Jahr | Titel                               | Höchstplatzierung, Gesamtwochen, AuszeichnungChartplatzierungen (Jahr, Titel, Platzierungen, Wochen, Auszeichnungen, Anmerkungen) | Höchstplatzierung, Gesamtwochen, AuszeichnungChartplatzierungen (Jahr, Titel, Platzierungen, Wochen, Auszeichnungen, Anmerkungen) | Höchstplatzierung, Gesamtwochen, AuszeichnungChartplatzierungen (Jahr, Titel, Platzierungen, Wochen, Auszeichnungen, Anmerkungen) | Höchstplatzierung, Gesamtwochen, AuszeichnungChartplatzierungen (Jahr, Titel, Platzierungen, Wochen, Auszeichnungen, Anmerkungen) | Höchstplatzierung, Gesamtwochen, AuszeichnungChartplatzierungen (Jahr, Titel, Platzierungen, Wochen, Auszeichnungen, Anmerkungen) | Höchstplatzierung, Gesamtwochen, AuszeichnungChartplatzierungen (Jahr, Titel, Platzierungen, Wochen, Auszeichnungen, Anmerkungen) | Anmerkungen                              |
| Jahr | Titel                               | DE | AT | CH | UK | US | CA | Anmerkungen                              |
| ---- | ----------------------------------- | --- | --- | --- | --- | --- | --- | ---------------------------------------- |
| 2006 | I’m Your Man. A Film by Lian Lunson | — | — | — | UK7 Silber · (25 Wo.)UK | — | — | Erstveröffentlichung: 2006 DVD           |
| 2009 | Live in London                      | DE— GoldDE | — | CH4 (12 Wo.)CH | UK1 Platin · (110 Wo.)UK | — | CA— ×3DreifachplatinCA | Erstveröffentlichung: 27. März 2009 DVD  |
| 2010 | Lonesome Heroes                     | — | — | — | UK11 (2 Wo.)UK | — | — | Erstveröffentlichung: 2010 DVD           |
| 2010 | Bird on a Wire                      | — | — | — | UK7 (16 Wo.)UK | — | — | Erstveröffentlichung: 2010 DVD           |
| 2010 | Songs from the Road                 | — | — | CH5 (1 Wo.)CH | UK7 (12 Wo.)UK | — | — | Erstveröffentlichung: September 2010 DVD |

Weitere Videoalben
- 1984: I Am a Hotel (VHS)
- 1988: Songs from the Life of Leonard Cohen (VHS)
- 2000: Ladies and Gentlemen … Mr. Leonard Cohen (DVD)
- 2009: A Gentleman’s Excuse Me (DVD)
- 2009: Live at the Isle of Wight 1970 (DVD, Blu-ray)
- 2014: Live in Dublin (DVD, Blu-ray)  Konzert vom September 2013. Im Dezember 2013 spielte Cohen sein letztes Konzert.
- 2016: The Mind of a Poet (DVD)

## Statistik

### Chartauswertung
|                     | DE     | AT     | CH     | UK     | US     | CA     |
| ------------------- | ------ | ------ | ------ | ------ | ------ | ------ |
| Nummer-eins-Alben   | DE—DE  | AT—AT  | CH1CH  | UK—UK  | US—US  | CA4CA  |
| Top-10-Alben        | DE5DE  | AT10AT | CH7CH  | UK6UK  | US2US  | CA12CA |
| Alben in den Charts | DE24DE | AT20AT | CH20CH | UK22UK | US15US | CA17CA |

|                       | DE    | AT    | CH    | UK    | US    | CA    |
| --------------------- | ----- | ----- | ----- | ----- | ----- | ----- |
| Nummer-eins-Singles   | DE—DE | AT—AT | CH—CH | UK—UK | US—US | CA—CA |
| Top-10-Singles        | DE1DE | AT—AT | CH1CH | UK—UK | US—US | CA—CA |
| Singles in den Charts | DE4DE | AT3AT | CH5CH | UK1UK | US1US | CA3CA |

|                          | DE    | AT    | CH    | UK    | US    | CA    |
| ------------------------ | ----- | ----- | ----- | ----- | ----- | ----- |
| Nummer-eins-Videoalben   | DE—DE | AT—AT | CH—CH | UK1UK | US—US | CA—CA |
| Top-10-Videoalben        | DE—DE | AT—AT | CH2CH | UK4UK | US—US | CA—CA |
| Videoalben in den Charts | DE—DE | AT—AT | CH2CH | UK5UK | US—US | CA—CA |

### Auszeichnungen für Musikverkäufe
| Land/RegionAuszeichnungen für Musikverkäufe (Land/Region, Auszeichnungen, Verkäufe, Quellen) | Silber       | Gold       | Platin       | Verkäufe  | Quellen                       |
| -------------------------------------------------------------------------------------------- | ------------ | ---------- | ------------ | --------- | ----------------------------- |
| Australien (ARIA)                                                                            | —            | 8× Gold8   | 14× Platin14 | 902.500   | aria.com.au                   |
| Belgien (BRMA)                                                                               | —            | 2× Gold2   | Platin1      | 60.000    | ultratop.be                   |
| Dänemark (IFPI)                                                                              | —            | 5× Gold5   | 7× Platin7   | 385.000   | ifpi.dk                       |
| Deutschland (BVMI)                                                                           | —            | 9× Gold9   | 4× Platin4   | 2.275.000 | musikindustrie.de             |
| Finnland (IFPI)                                                                              | —            | 4× Gold4   | —            | 109.935   | ifpi.fi                       |
| Frankreich (SNEP)                                                                            | —            | 5× Gold5   | 2× Platin2   | 1.240.000 | infodisc.fr snepmusique.com   |
| Irland (IRMA)                                                                                | —            | Gold1      | 2× Platin2   | 22.500    | irishcharts.ie                |
| Italien (FIMI)                                                                               | —            | Gold1      | 2× Platin2   | 125.000   | fimi.it                       |
| Kanada (MC)                                                                                  | —            | —          | 18× Platin18 | 1.356.000 | musiccanada.com               |
| Neuseeland (RMNZ)                                                                            | —            | 6× Gold6   | 2× Platin2   | 72.500    | aotearoamusiccharts.co.nz NZ2 |
| Niederlande (NVPI)                                                                           | —            | 2× Gold2   | —            | 55.000    | nvpi.nl                       |
| Norwegen (IFPI)                                                                              | —            | Gold1      | 6× Platin6   | 297.000   | ifpi.no                       |
| Österreich (IFPI)                                                                            | —            | 3× Gold3   | Platin1      | 42.500    | ifpi.at                       |
| Polen (ZPAV)                                                                                 | —            | 3× Gold3   | 11× Platin11 | 390.000   | olis.pl                       |
| Portugal (AFP)                                                                               | Silber1      | Gold1      | 2× Platin2   | 59.000    | Einzelnachweise               |
| Schweden (IFPI)                                                                              | —            | 6× Gold6   | Platin1      | 280.000   | sverigetopplistan.se          |
| Schweiz (IFPI)                                                                               | —            | 5× Gold5   | 2× Platin2   | 150.000   | hitparade.ch                  |
| Spanien (Promusicae)                                                                         | —            | 8× Gold8   | 2× Platin2   | 470.000   | elportaldemusica.es ES2       |
| Ungarn (MAHASZ)                                                                              | —            | 5× Gold5   | —            | 25.000    | slagerlistak.hu               |
| Vereinigte Staaten (RIAA)                                                                    | —            | 3× Gold3   | 3× Platin3   | 4.500.000 | riaa.com                      |
| Vereinigtes Königreich (BPI)                                                                 | 10× Silber10 | 6× Gold6   | 7× Platin7   | 4.515.000 | bpi.co.uk                     |
| Insgesamt                                                                                    | 11× Silber11 | 84× Gold84 | 87× Platin87 |           |                               |